# Florentyna Parker
Florentyna Parker (* 20. Juni 1989 in Henstedt-Ulzburg, Deutschland) ist eine englische Proette (Profigolferin), die seit dem Jahr 2009 auf der Ladies European Tour spielt.
Als Kind eines Golflehrers begann sie schon in frühen Jahren mit dem Golfsport. Im Alter von 19 Jahren konnte sie sich über die Qualifying School für die europäische Damenprofitour qualifizieren. Bereits ein Jahr später holte sie 2010 in den Niederlanden bei der ABN AMRO Ladies Open ihren ersten Sieg als Proette. Das Gesamtjahr 2010 schloss sie als 8. der europäischen Order of Merit ab und spielte dabei in 21 Turnieren über 145.000 Euro ein. Im Jahr 2016 hatte sie ihre bisher beste Saison und schloss die Order of Merit auf dem dritten Rang ab. Mit ihrem dritten Sieg auf der Tour bei den Estrella Damm Mediterranean Ladies Open 2017 sicherte sich Florentyna ihre erste Teilnahme beim Solheim Cup 2017 in Des Moines, Iowa.
Ihr älterer Bruder Ben Parker ist ebenfalls Berufsgolfer und spielt seit 2012 auf der Challenge Tour.